# Convent de Carmelites Descalces (Tortosa)
El convent de Carmelites Descalces és un edifici del raval de Jesús, a Tortosa (Baix Ebre) protegit com a bé cultural d'interès local.

## Descripció
En planta, combina elements quadrangulars (dependències de monges, claustre i pati), amb rectangulars (capella). El recinte del convent de les carmelites descalces al raval del Jesús, està situat a la sortida de la població per la carretera que porta cap a Xerta i Gandesa, al costat esquerre d'aquesta, tancat per una tàpia. Des de l'entrada principal i per un camí recte que travessa uns camps de cultiu amb arbres fruiters, s'arriba al conjunt d'edificacions del convent, tots ells interconnectats. En primer lloc, trobem la caseta dels conserges o cuidadors del recinte (no oblidem que es tracta d'un convent de monges de clausura), després la gran capella i a continuació l'edifici on viuen les monges, amb el claustre i el pati interior. Al recinte (vegeu maqueta que les mateixes monges van fer i que es troba al museu Enric d'Osso), s'hi va afegir un cos rectangular per la part del davant, mentre que pel costat dret s'aixeca susdita capella, la qual limita, totalment, amb la façana d'aquell cos afegit. L'edifici original és de poca alçada (planta, i a vegades planta i pis) cobert amb teula lleugerament inclinada.

## Història
La data de la fundació del convent de les germanes carmelites a Jesús es remunta al 1877, i les primeres monges procediren de Saragossa. Ja des del primer moment de la fundació, el convent va estar situat al mateix lloc on es troba avui en dia, encara que en aquell primer moment també es va edificar molt a prop del noviciat de les teresianes; fundació que va portar problemes amb les carmelites que veurien perillar la seva necessària pau per l'arribada de les joves novícies (problemàtica resolta amb la construcció de nou noviciat de les teresianes entre 1897-1901). Entre 1887 i 1888 es va construir l'actual i monumental capella gràcies a les donacions d'una senyora. Va romandre desocupat durant la Guerra Civil, tornà de seguida a la seva activitat fins avui en dia.